# Paulo Menezes
Paulo Menezes (Brasil, 14 de julio de 1982) es un futbolista brasileño. Juega de centrocampista y su actual equipo es el FC Schaffhausen de la Challenge League.

## Carrera
Paulo Menezes debutó en el FC Baden de Suiza donde jugó 99 partidos y anotó 15 goles. Desde 2004 juega de centrocampista en el FC Aarau.

## Clubes
| Club            | País  | Año           |
| --------------- | ----- | ------------- |
| FC Baden        | Suiza | 1999-2003     |
| FC Aarau        | Suiza | 2004-2009     |
| Grasshoppers    | Suiza | 2009-2012     |
| AC Lugano       | Suiza | 2012-2013     |
| FC Winterthur   | Suiza | 2013-2015     |
| FC Schaffhausen | Suiza | 2015-presente |